# I Got Lucky
I Got Lucky är ett samlingsalbum av den amerikanske sångaren och musikern Elvis Presley, släppt i oktober 1971 av RCA Records på dess budgetmärke, RCA Camden. Det var det sjunde Elvis-albumet som utkom på märket RCA Camden och en uppföljare till C'mon Everybody då det innehåller de återstående låtarna från samma fyra soundtrack-EP-skivor – låtar som tidigare aldrig hade utkommit på ett album.
Albumet nådde som bäst plats 104 på Billboards popalbumlista i USA, och plats 26 på UK Albums Chart i Storbritannien. Det certifierades guld den 6 januari 2004 och platina den 15 september 2011 av RIAA för en försäljning av en miljon exemplar i USA.

## Albumet
Efter att fem Elvisalbum hade givits ut på lågprismärket Camden, var lagret av nya och outgivna film- och studioinspelningar som gick att inkludera i de kommande albumen nästan uttömt (se Camden-utgivningarna). Därför riktade Elvis Presleys manager, överste Tom Parker, och RCA sin uppmärksamhet mot fyra tidigare utgivna EP-skivor med filmlåtar för de kommande två Camden-albumen, C'mon Everybody och I Got Lucky – låtar som ännu inte hade släppts på något album. De fyra filmerna i vilka låtarna förekom var Follow That Dream från 1962, Kid Galahad, också från 1962, Viva Las Vegas från 1964 och Easy Come, Easy Go från 1967. Efter att ungefär hälften av låtarna hade använts på C'mon Everybody som utkom i juli 1971 inkluderades de återstående låtarna (förutom en) från de fyra EP-skivorna på det efterföljande RCA Camden-budgetalbumet, I Got Lucky, som utkom i oktober samma år. "Sing You Children" från filmen och EP:n Easy Come, Easy Go hade redan släppts på gospelalbumet You'll Never Walk Alone, som var det femte albumet på märket Camden. 
För att därför få ihop tio låtar till I Got Lucky-albumet, togs även studioinspelningen av "Leiber & Stoller"-låten "Fools Fall In Love" från "How Great Thou Art"-sessionerna i maj 1966 med. Den hade tidigare släppts som singel tillsammans med "Indescribably Blue" i januari 1967. På såväl C'mon Everybody som I Got Lucky är spåren i mono.

### Follow That Dream
Alla låtarna till de båda filmerna producerade av Mirisch Company, Follow That Dream och Kid Galahad, spelades in inom en fyramånadersperiod 1961. Till följd av detta kom också låtarna att likna varandra. Det tydligaste exemplet är "A Whistling Tune" som ursprungligen spelades in för att användas i Follow That Dream, men när den inte kom med valde man att spela in den på nytt för nästa film, Kid Galahad, där den också användes.
EP-skivan Follow That Dream utkom i april 1962. Den sålde i över en miljon exemplar i USA och certifierades platina av RIAA den 27 mars 1992. Trots att det inte var en singel utan en EP med fyra låtar, nådde den plats 15 på den amerikanska singellistan. I Storbritannien nådde den plats 34 på singellistan, medan den hamnade på första plats på den brittiska EP-listan och stannade på förstaplatsen i 20 veckor.
Tre av de fyra låtarna från EP:n kom med redan på C'mon Everybody, medan den fjärde, "What a Wonderful Life", togs med på I Got Lucky. Alla fyra hade spelats in den 2 juli 1961 i RCA:s Studio B i Nashville, och "What a Wonderful Life" fullbordades på sju tagningar. Det är en rocklåt, som i filmen Follow That Dream spelades under förtexterna.

### Kid Galahad
Filmen Kid Galahad bidrog med tre låtar till albumet, vilka alla kom från EP-skivan Kid Galahad som utkom i augusti 1962 och innehöll sex låtar. Inspelningarna gjordes på Radio Recorders' Studio B i Hollywood i Kalifornien den 26–27 oktober 1961.
EP-skivan Kid Galahad sålde över en halv miljon exemplar i USA och den certifierades guld av RIAA den 27 mars 1992. Genom låten "King of the Whole Wide World" nådde den plats 30 på den amerikanska singellistan. På den brittiska EP-listan hamnade den på första plats och behöll den positionen i 17 veckor.
Kid Galahad innehåller Elvis Presleys gladaste musik. Låten "I Got Lucky" är inte främst en rock'n'roll-låt, utan snarare en medryckande positiv poplåt som betraktas som en av filmens bättre. Den kom också att ges ut som singel i Europa 1963 tillsammans med "Girls! Girls! Girls!". "Riding the Rainbow" är en positiv, lättsinnig låt, där Dudley Brooks pianospel står i centrum och där bakgrundssången från medlemmarna i The Jordanaires (Gordon Stoker, Neal Matthews, Hoyt Hawkins och Ray Walker) perfekt harmonierar med Elvis sång. "Home Is Where the Heart Is" är en stillsam ballad, som Elvis sjunger med värme.

### Viva Las Vegas
Till filmen Viva Las Vegas (1964) spelades 15 låtar in. Det skedde på Radio Recorders i Hollywood den 9–11 juli och den 30 augusti 1963 (med kompletteringar gjorda under augusti). Elva av dessa femton låtar kom med i filmen. Inget fullängdsalbum gavs dock ut. I stället valdes fyra av låtarna ut till att ingå i EP-skivan Viva Las Vegas, vilken utkom i samband med filmpremiären. Vid denna tid var EP-formatet på väg att bli omodernt på den amerikanska marknaden, och EP:n Viva Las Vegas nådde bara plats 92 på  Billboards singellista. Titellåten "Viva Las Vegas" var inte ens med på EP-skivan utan gavs ut som singel.
Två av låtarna på Viva Las Vegas-EP:n hade redan kommit ut på C'mon Everybody, och de andra två togs med på I Got Lucky. Övriga låtar från inspelningarna har utkommit på olika album. "I Need Somebody to Lean On" var en något ovanlig Elvislåt. Det var en stillsam, långsam ballad skriven av Doc Pomus och Mort Shuman, med en stämning som var såväl ödsligare som jazzigare än vad Elvis normalt spelade in. Musikaliskt var det ett nytt område för Elvis, men, som Mike Eder skriver, älskade han utmaningar och klarade av att tolka låten med precision. Tillsammans med Joe Cooper skrev Elvis vän och livvakt, Red West, "rhythm and blues"-låten "If You Think I Don't Need You" med den uttalade önskan att skapa en Ray Charles-känsla" i låten.

### Easy Come, Easy Go
Inspelningen av soundtracket till filmen Easy Come, Easy Go skedde på Paramount Studio Recording Stage i Hollywood i Kalifornien den 28–29 september 1966. Materialet höll låg kvalitet och Elvis och studiomusikerna fann ingen av låtarna inspirerande. Slutligen spelade man in sju låtar varav sex kom med på EP-skivan Easy Come, Easy Go. "She's a Machine", som Elvis starkt ogillade, gavs ut på det första Camdenalbumet, Elvis Sings Flaming Star. Easy Come, Easy Go kom aldrig in på listorna i USA och sålde bara i drygt 30 000 exemplar. Det blev Elvis sämsta försäljningssiffror någonsin och innebar att inga fler soundtrack från filmer och EP-skivor kom till. Detta blev därmed Elvis sista film med producenten Hal Wallis och med Paramount Pictures, och han kom heller aldrig att ge ut någon EP-skiva mer. Trots den dåliga försäljningen i USA, nådde en bantad version på fyra låtar första plats på den brittiska EP-listan och stannade i den positionen i 3 veckor.
Av EP:ns sex låtar hade "Sing You Children" tagits med på det femte Camden-albumet, tillika gospelalbumet You'll Never Walk Alone, och "Easy Come, Easy Go" och "I'll Take Love" på det sjätte Camden-albumet, C'mon Everybody. De tre återstående låtarna togs med på detta, det sjunde Camden-albumet.

I filmen sjunger Elvis "Yoga Is as Yoga Does" som en duett med Elsa Lanchester. Den version som släpptes på skiva var dock den där Elvis sjöng hela låten själv med samma text, och därmed framstår det som om han argumenterar med sig själv om fördelarna med yoga. Elvis var intresserad av yoga, och hans frisör och andlige rådgivare, Larry Geller, har sagt att Elvis tog låten som en personlig förolämpning och ansåg att den var en sarkastisk pik som hans manager, Tom Parker, riktade mot honom. Gerald Nelson, en av dem som skrev denna låt, berättade att han fick i uppdrag att skriva en låt om att yoga var ett skämt. Han berättade senare: "Det visade sig vara den absolut sämsta låt som jag någonsin har hört."
Nästa låt, "The Love Machine", som Nelson också varit med och skrivit, var inte mycket bättre. Den handlade om ett lyckohjul med bilder på tjejer som sjömän kunde få dejta genom att snurra på hjulet. "You Gotta Stop" var en klart bättre låt sett till kvaliteten på de andra låtarna, även om den kanske inte var relevant för den tidens musik. Den har genom gitarrspelet en viss anstrykning av rock'n'roll och en melodi och refräng som är medryckande.

## Försäljning och återutgivningar
Albumet I Got Lucky kom att certifieras guld den 6 januari 2004 och platina den 15 september 2011 av det amerikanska RIAA för en försäljning av en miljon exemplar. Som bäst nådde det plats 104 på Billboard 200-listan i USA, och plats 26 på UK Albums Chart i Storbritannien.
Liksom de flesta Elvisskivor från denna tid, pryddes skivomslaget till I Got Lucky av en bild på Elvis under ett konsertframträdande. Detta blev ett återkommande tema på alla Camdenutgåvor från och med Almost In Love. År 1975 återutgavs alla tio Camdenalbum av Pickwick Records, efter en överenskommelse med RCA, och då också I Got Lucky. RCA återutgav albumet på cd 2006.

## Låtlista

### Originalutgåvan 1971
| 1. | I Got Lucky (från filmen Kid Galahad)                   | Dolores Fuller, Fred Wise, Ben Weisman | 27 oktober 1961    | 1:54 |
| 2. | What a Wonderful Life (från filmen Follow That Dream)   | Jerry Livingston, Sid Wayne            | 2 juli 1961        | 2:28 |
| 3. | I Need Somebody to Lean On (från filmen Viva Las Vegas) | Doc Pomus, Mort Shuman                 | 10 juli 1963       | 2:55 |
| 4. | Yoga Is as Yoga Does (från filmen Easy Come, Easy Go)   | Gerald Nelson, Fred Burch              | 29 september 1966  | 2:07 |
| 5. | Riding the Rainbow (från filmen Kid Galahad)            | Ben Weisman, Fred Wise                 | 26–27 oktober 1961 | 1:38 |

| 1.           | Fools Fall in Love                                         | Jerry Leiber, Mike Stoller               | 28 maj 1966                                         | 2:02  |
| 2.           | The Love Machine (från filmen Easy Come, Easy Go)          | Fred Burch, Gerald Nelson, Chuck Taylor  | 29 september 1966                                   | 2:47  |
| 3.           | Home Is Where the Heart Is (från filmen Kid Galahad)       | Hal David, Sherman Edwards, Donald Meyer | 26–27 oktober 1961                                  | 1:49  |
| 4.           | You Gotta Stop (från filmen Easy Come, Easy Go)            | Bernie Baum, Bill Giant, Florence Kaye   | 29 september 1966 (track) 30 september 1966 (vocal) | 2:16  |
| 5.           | If You Think I Don't Need You (från filmen Viva Las Vegas) | Gary Joe Cooper, Red West                | 10 juli 1963                                        | 2:03  |
| Total längd: | Total längd:                                               | Total längd:                             | Total längd:                                        | 21:59 |